# Justus von Liebig

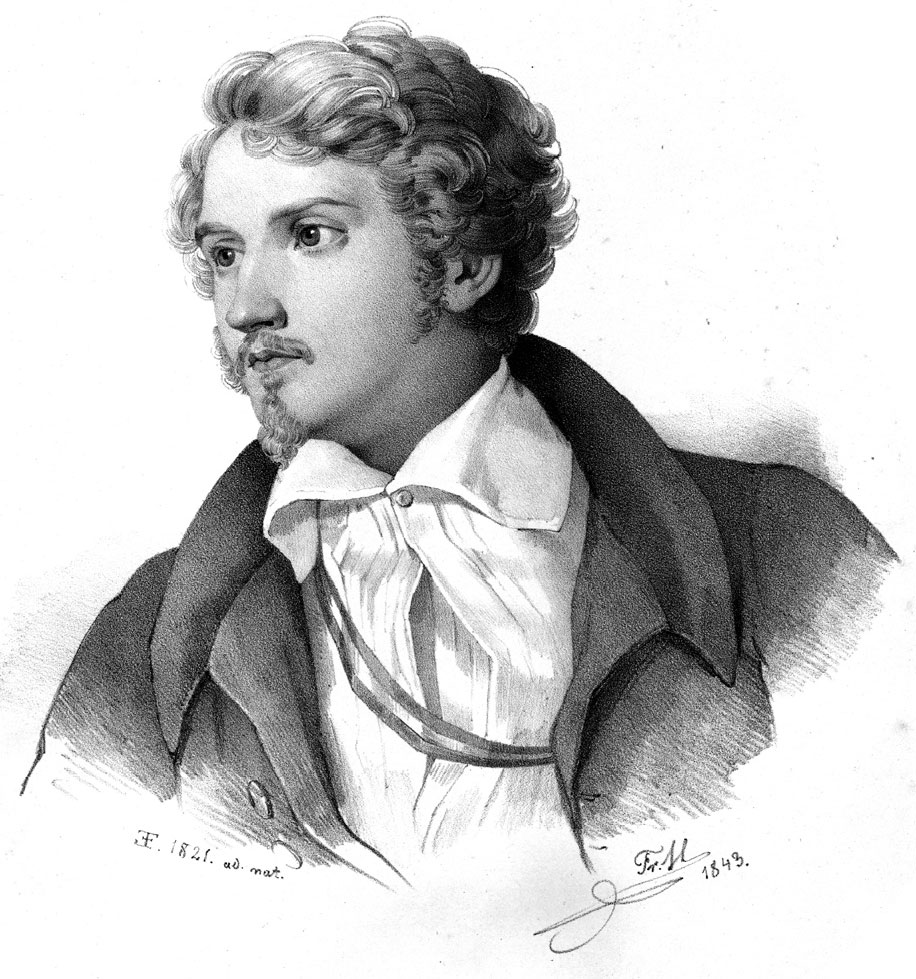
Justus von Liebig

Justus von Liebig, báró (Darmstadt, Hesseni Nagyhercegség, Németország, 1803. május 12. – München, 1873. április 18.) német vegyész. Fontos szerepet játszott a szerves kémia rendszerezésének első időszakában, a kémia biológiai alkalmazásában, a kémia oktatásának fejlesztésében és a mezőgazdasági kémia alapelveinek lefektetésében.

## Pályafutása
Rövid ideig tartó gyógyszerészeti tanulmányok után úgy döntött, vegyész lesz. A Bonni Egyetemre iratkozott be, hogy a kor egyik első számú kémikusánál, Karl Wilhelm Gottlieb Kastnernél tanuljon. Liebig az Erlangeni Egyetemre is követte Kastnert, és ott szerezte meg doktorátusát 1822-ben. Ezután a hesseni kormány ösztöndíjával Párizsban tanult. Alexander von Humboldt közbenjárása révén Joseph-Louis Gay-Lussac magánlaboratóriumában dolgozhatott. Liebig 1824-ben hazatért, és a Gießeni Egyetemen kapott állást, ahol 1826-ban nevezték ki egyetemi tanárrá. Gießenben hozta létre az első olyan laboratóriumot, amelyben a fiatal vegyészeket módszeresen tanították a kémiai kutatás gyakorlatára. A laboratórium hamarosan világhírű lett. Európa minden tájáról érkeztek hallgatók Liebighez. A következő generáció számos neves vegyésze is itt tanult, például August Wilhelm von Hofmann, Sir Edward Frankland, Carl Schmidt, Kekulé von Stradonitz és Charles Adolphe Wurtz. Liebig laboratóriuma a német kémiai oktatás mintájaként szolgált, és nagy szerepe volt a németországi kémia óriási fejlődésében, amely a XIX. század későbbi szakaszában bontakozott ki. Liebig 1845-ben bárói címet kapott. 1852-től haláláig a müncheni Lajos–Miksa Egyetem kémiaprofesszora volt.
1859-ben a Bajor Tudományos Akadémia elnöke lett.

## Kutatásai
Mind a szervetlen, mind a szerves kémia számos területén tevékenykedett. Néhány vizsgálata a kémia későbbi fejlődése szempontjából is kiemelkedő volt. A cianátok és fulminátok izomériájának tanulmányozása nagy hatást gyakorolt a kortársakra, és a fiatal Liebig figyelmét a szerves kémiára irányította. Ezeknek a vizsgálatoknak a kapcsán ismerkedett meg egy másik kiváló vegyésszel, Friedrich Wöhlerrel. Liebig és Wöhler barátsága egy életre szólt. A két férfi sok közös kutatást folytatott. Ezek legfontosabbika a keserűmandula-olaj (benzaldehid) vizsgálata volt. Kiderítették, hogy a vegyület sok különböző reakciójában ugyanaz a kémiai csoport – más néven gyök – változatlan marad. A gyökelmélet, amelynek kidolgozásához Liebig jelentősen hozzájárult, először tett érdemi kísérletet a szerves kémia rendszerezésére. Szerves kémiai vizsgálatait nagyban segítette az az egyszerű módszer, amelyet a szén és a hidrogén analitikai meghatározására dolgozott ki. Egy másik eljárása a halogének analitikai meghatározását szolgálta. Fontos cikket írt a több-bázisú szerves savakról, és sokat tett a savak hidrogéntartalmára vonatkozó elmélet igazolásáért. Ő népszerűsítette, de nem ő találta fel a Liebig-hűtőt, amelyet gyakran használnak a laboratóriumi desztillálóberendezésekben.

## A növények és állatok kémiája felé
1838 után a tiszta szerves kémia helyett inkább a növények és állatok kémiája foglalkoztatta. Számos szövetet és testnedvet elemzett, tanulmányozta az állati szervezetből kiválasztott nitrogéntartalmú vegyületeket. Ennek a kutatásnak a mellékterméke volt a Liebig-féle marhahúskivonat. Később mezőgazdasági problémák keltették fel a figyelmét. 1840-ben jelent meg Die organische Chemie in ihrer Anwendung auf Agrikultur und Physiologie (A szerves kémia mezőgazdasági és élettani alkalmazása) című műve. A könyv igen nagy hatást váltott ki a mezőgazdasági szakemberek körében. Liebig elvetette azt a régi nézetet, hogy a humusz táplálja a növényeket, és kimutatta, hogy azok szén-dioxidot, vizet és ammóniát vesznek fel a levegőből és a talajból. A talaj elhasználódott ásványi anyagainak pótlására a műtrágyázást javasolta.
Columella nyomán úgy vélte, hogy a nagy földművelő birodalmak összeomlásának oka a művelt talajok kimerülése volt (valójában a terméshozamok a legtöbb esetben az éghajlat hidegebbre fordulása miatt estek vissza). Ugyanezzel magyarázta a népvándorlásokat is, mint olyan folyamatokat, amelyekben egy adott populációt eltartani képtelen termőterületről a lakosság egy része gazdagabb földekre vándorol el. Egyebek közt így vándorolt el az ókori Görögországból a népesség tekintélyes része még a római hódítás előtt a Földközi- és a Fekete-tenger partvidékére.

## Az idős Liebig
Liebig idősebb korában akkora tekintélyre tett szert, hogy kémiai kérdésekben az ő véleményét tartották irányadónak. Mindig szívesen hangoztatta nézeteit, amelyek néha igen merevek voltak. Ezért gyakran keveredett tudományos vitákba, és nem mindig volt igaza. Munkájának jelentős részét abban a folyóiratban publikálta, amelyet ő alapított 1832-ben. Az Annalen der Pharmacie (Gyógyszerészeti Évkönyvek), amely később Annalen der Chemie (Kémiai Évkönyvek), Liebig halála után pedig Liebigs: Annalen der Chemie címen jelent meg, és az egyik legfontosabb kémiai folyóirattá vált. A müncheni professzori állás elfoglalása után fokozatosan elvesztette a laboratóriumi munka iránti lelkesedését. Hamarosan visszautasította az új tanítványokat, és egyre inkább az írásnak szentelte idejét. A gyakori vitáktól eltekintve publikációiban elsősorban arra hívta fel a figyelmet, hogy a kémiát sokoldalúan lehet felhasználni az emberi élet érdekében.

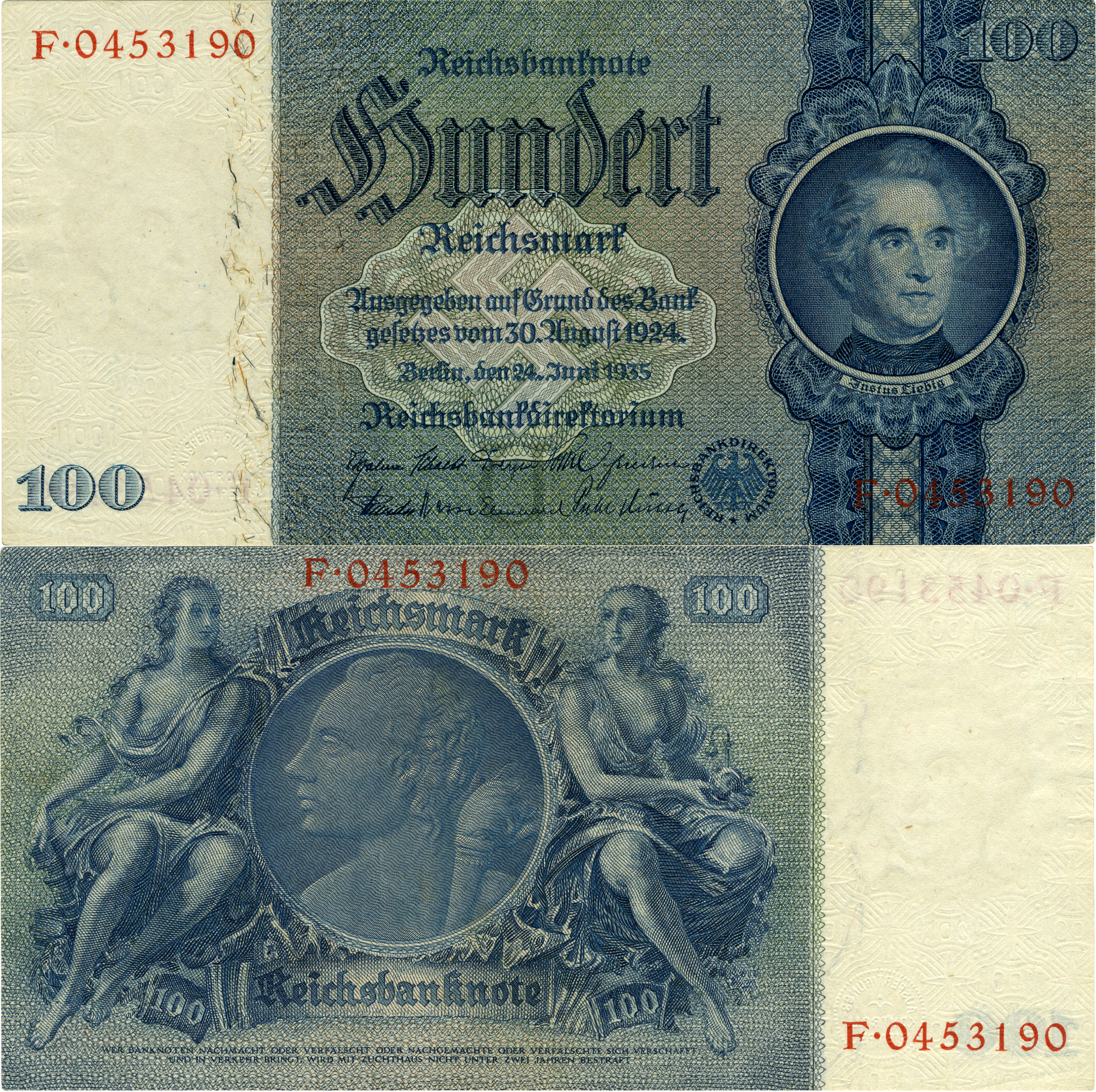
Justus von Liebig portréja az 1935-ös 100 birodalmi márkás bankjegyen.

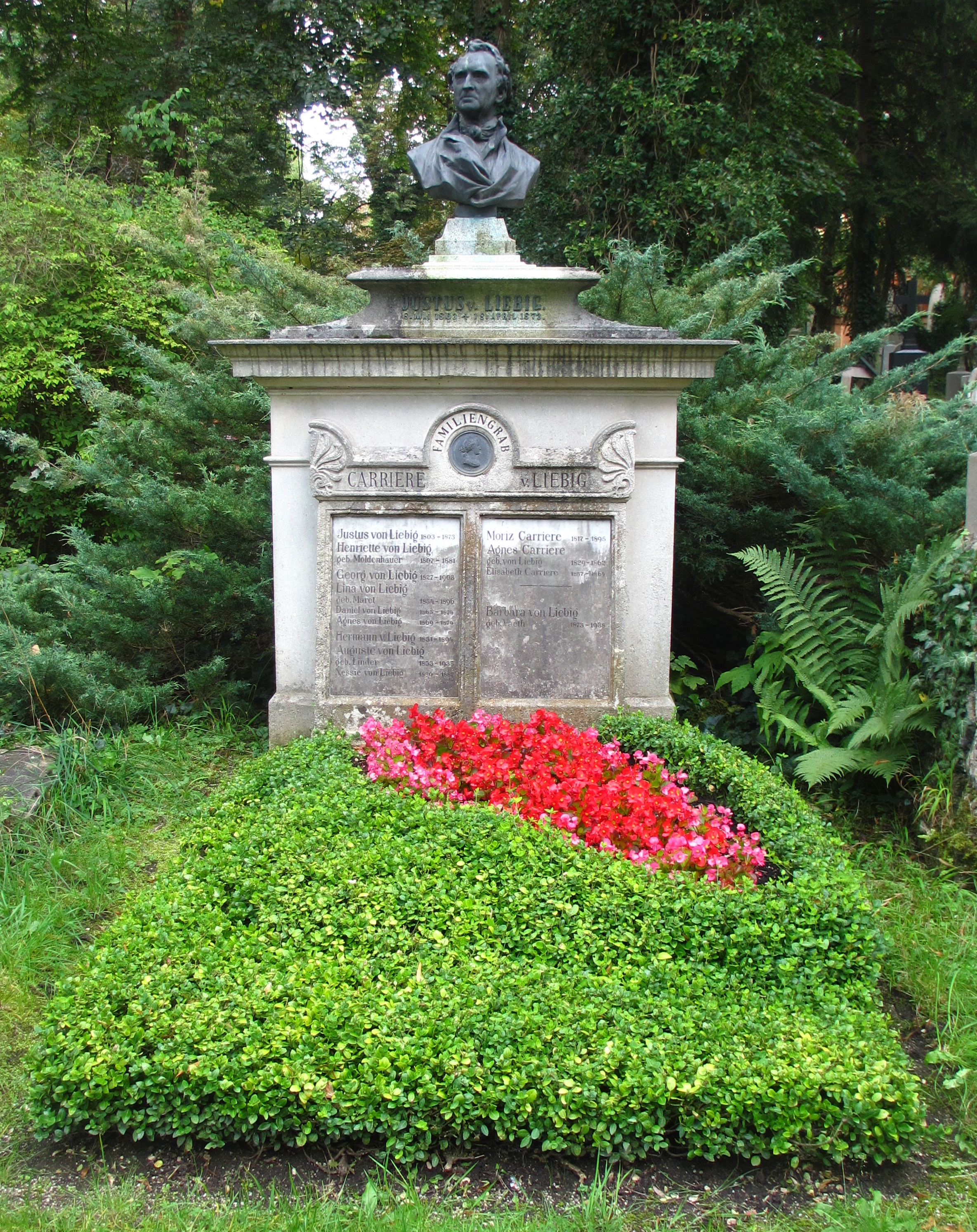
Liebig sírja

## Bibliográfia
- Moulton, F. R.: Liebig and After Liebig, 1942.
- Dechend, H. von : Justus von Liebig in eigenen Zeugnis-sen und Solchen seiner Zeitgenossen, 2. kiadás, 1963.
- Paolini: Justus von Liebig. Eine Bibliographie samtlicher Veröffentlichungen mit biographischen Anmerkungen, 1968.
- Strube: Justus von Liebig., 1973.